# شارلوته بليك
شارلوته بليك (بالإنجليزية: Charlotte Blake)‏ هي كاتبة غنائية وعازفة بيانو وملحنة أمريكية، ولدت في 30 مايو 1885 في أوهايو في الولايات المتحدة، وتوفيت في 21 أغسطس 1979 في سانتا مونيكا في الولايات المتحدة.

## وصلات خارجية
- شارلوته بليك على موقع ميوزك برينز (الإنجليزية)
- شارلوته بليك على موقع أول ميوزيك (الإنجليزية)